# Valston Hancock
Vous lisez un « bon article » labellisé en 2023.
Pour les articles homonymes, voir Hancock.
Valston Hancock, dit Val Hancock, né le 31 mai 1907 à Perth et mort le 29 septembre 1998 dans la même ville, est un officier général australien. Il est le chef d'état-major de la force aérienne royale australienne (RAAF) entre 1961 et 1965.
Diplômé du collège militaire royal de Duntroon, Valston Hancock intègre la RAAF en 1929 et est breveté pilote. Sa formation à Duntroon lui permet d'occuper principalement des postes d'état-major, notamment ceux de directeur adjoint des opérations et du renseignement au quartier général de la RAAF de 1931 à 1935, et de directeur des travaux et des bâtiments de 1937 à 1939. Durant les premières années de la Seconde Guerre mondiale, il commande la No. 1 Bombing and Gunnery School et occupe des postes stratégiques et administratifs. Il participe aux combats lors de la campagne d'Aitape-Wewak pendant la guerre du Pacifique en 1945. Opérant avec un bombardier léger Bristol Beaufort, il dirige le premier No. 100 Squadron RAAF, puis la No. 71 Wing RAAF. Pour ses actions il reçoit la Distinguished Flying Cross.
Après la guerre, Hancock devient le premier commandant du RAAF College. Il occupe ensuite les postes de chef adjoint d'état-major de la force aérienne de 1951 à 1953, d'Air Member for Personnel de 1953 à 1955, et d'air officer commanding (AOC) du No. 224 Group RAF, en Malaisie, responsable de toutes les forces aériennes du Commonwealth dans la région, de 1957 à 1959. Nommé compagnon de l'ordre du Bain en 1958, il sert comme AOC RAAF Operational Command de 1959 à 1961, avant d'être promu air marshal et de commencer son mandat en tant que chef d'état-major de la force aérienne. Il est anobli en 1962. Étant chef d'état-major de la force aérienne australienne, Hancock entreprend le réaménagement de la base aérienne de Learmonth, dans le nord de l'Australie-Occidentale, dans le cadre d'une chaîne d'aérodromes avancés pour la défense du continent. Il évalue également les remplaçants potentiels du bombardier English Electric Canberra de la RAAF, en choisissant le TFX américain (plus tard le F-111 de General Dynamics) comme étant le plus approprié pour les besoins de l'Australie, bien qu'il n'ait pas recommandé son achat immédiat en raison de son stade précoce de développement. Après sa retraite de l'armée en mai 1965, Valston Hancock cofonde l'Australian Defence Association. Il meurt en 1998 à l'âge de 91 ans.

## Biographie

### Jeunesse et début de carrière

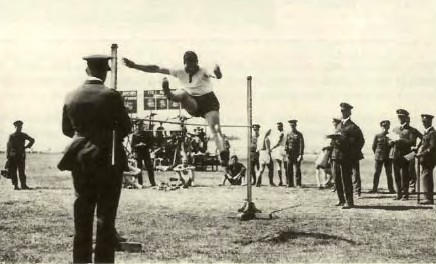
Hancock participant au saut en hauteur à un carnaval sportif de la RAAF au début des années 1930.

Né le 31 mai 1907 à Perth en Australie-Occidentale, Valston Eldridge Hancock est le fils de Richard John Hancock (mort en 1946) et d'Olive Mary Laura Hancock, née Prior (morte en 1977). Il étudie à la Hale School à Wembley Downs, située dans la banlieue de Perth. Il est le cousin aîné du futur magnat des mines Lang Hancock. Valston Hancock entre au collège militaire royal de Duntroon en tant qu'élève-officier le 18 février 1925. Élevé au rang de sergent-major de bataillon en tant que cadet principal, Valston Hancock est diplômé en tant que lieutenant le 12 décembre 1928 et reçoit l'épée d'honneur,. Il aspire à une carrière dans l'ingénierie militaire mais, faute de poste vacant dans le corps qu'il choisit, il propose son transfert à la Royal Australian Air Force,. Le 1er février 1929, Valston Hancock est détaché auprès de la RAAF en tant que pilot officer,. Il suit une formation de pilotage à la base aérienne Williams de Point Cook, dans l'État de Victoria, et obtient le grade de flying officer le 1er juillet 1930,. En septembre 1931, le transfert de Valston Hancock à la RAAF est approuvé avec effet rétroactif au 1er février 1929.
Après avoir obtenu sa qualification de pilote, Valston Hancock est affecté aux No. 1 et No. 3 Squadrons. Toutefois, il est de pratique courante que les diplômés de Duntroon se voient confier des postes d'état-major dans l'armée de l'air en raison de leur formation en administration, et Hancock passe la majeure partie des années 1930 dans une succession de postes au quartier général de la RAAF à Melbourne. De 1931 à 1935, il occupe le poste de directeur adjoint des opérations et du renseignement, avec une promotion au grade de flight lieutenant le 1er juillet 1934. Il épouse Joan Butler le 26 mai 1932 ; le couple a deux fils et une fille. En 1935, Hancock est promu staff officer du Chief of the Air Staff,. En 1937, il est affecté en Grande-Bretagne pour suivre une formation au Staff College d'Andover. Comme les autres forces aériennes du Commonwealth, la RAAF collabore étroitement avec la Royal Air Force dans le domaine technologique et éducatif, et Valston Hancock est l'un des trente officiers australiens à passer par Andover avant le début de la Seconde Guerre mondiale,. De retour en Australie en 1938, il devient directeur des travaux et des bâtiments, communément appelé « Works and Bricks », au quartier général de la RAAF, et reçoit une promotion au grade de squadron leader le 1er mars 1939,.

### Seconde Guerre mondiale

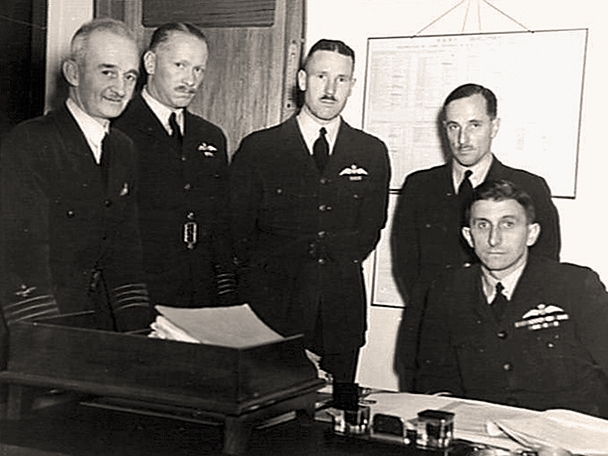
Les group captain Hancock (au centre) et Walters (deuxième à gauche), lair commodore Hewitt (deuxième à droite), et le Chief of the Air Staff, AVM Jones (à droite), 1942.

En mars 1940, la direction des travaux et des bâtiments de Valston Hancock est transférée du bureau du chef d'état-major de l'armée de l'air à la nouvelle direction de l'organisation et de l'équipement, sous la direction de l'air marshal Richard Williams. Considéré comme un élément clé de l'expansion de l'armée de l'air au début de la guerre, « Works and Bricks » intègre rapidement tout le personnel ayant une expérience en génie civil et en construction de la réserve active de la RAAF. En tant que directeur, Valston Hancock est chargé d'arpenter et de développer à Evans Head, près de la frontière entre le Queensland et la Nouvelle-Galles du Sud, un aérodrome militaire qui devient le siège de la No. 1 Bombing and Gunnery School (BAGS no 1). Promu wing commander à titre temporaire le 1er juin, il prend le commandement de la BAGS no 1, qui exploite des bombardiers monomoteurs Fairey Battle, d'août 1940 à novembre 1941,. Il est promu group captain par intérim le 1er avril 1941,. Valston Hancock est nommé officier de l'ordre de l'Empire Britannique (OBE), le 1er janvier 1942. Il renonce à son grade intérimaire le 12 janvier et devient assistant director of plans au quartier général des forces aériennes alliées, zone Pacifique Sud-Ouest, au mois d'avril. Il est director of air plans de la principale force opérationnelle de l'aviation australienne, le RAAF Command, lorsqu'il est établi en septembre. En 1943-1944, il sert comme officier d'état-major de l'administration pour le commandement du secteur ouest, qui maintient deux escadrons de bombardiers pour les patrouilles de lutte anti-sous-marine et deux escadrons de chasse pour se prémunir contre une possible attaque japonaise contre l'Australie par des avions décollant de porte-avions (en),.

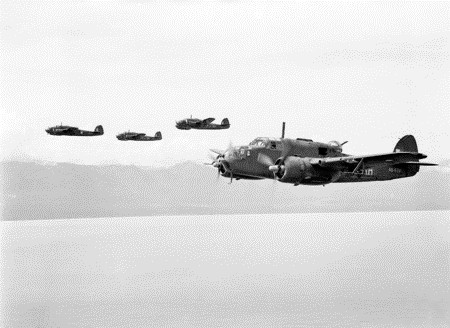
Beaufort du No. 100 Squadron près de Wewak en 1945.

Valston Hancock obtient finalement un commandement de combat en janvier 1945, lorsqu'il prend la tête du No. 100 Squadron RAAF, pilotant des bombardiers légers Bristol Beaufort au cours de la campagne d'Aitape-Wewak de Nouvelle-Guinée,. Ce mois-là, l'unité attaque les positions japonaises à Maprik, sous les chaînes de montagne Prince-Alexandre, et au cap Moem, près de Wewak. Le 1er avril, Hancock prend le commandement de la 71e escadre, qui passe sous le contrôle du Commandement du Nord de la RAAF et comprend les 7e, 8e et 100e escadrons de Beaufort, ainsi qu'une escadrille de chasseurs-bombardiers CAC Boomerang du No. 4 Squadron RAAF,. Elle est bientôt renforcée par deux autres unités de Beaufort, les No. 6 et No. 15 Squadrons. Fournissant un appui aérien rapproché aux troupes terrestres australiennes avant l'assaut final sur Wewak, l'escadre effectue plus de 1 400 sorties et largue plus de 1 200 tonnes de bombes au cours du seul mois de mai. Au milieu de l'année, les unités de Valston Hancock manquent cruellement de carburant et de munitions, à tel point que ses escadrons commencent à armer leurs Beaufort avec des bombes japonaises capturées. En juillet, le réapprovisionnement en fournitures est suffisant pour permettre à l'escadre de continuer à fonctionner avec une intensité normale. La 71e escadre est active jusqu'au dernier jour de la guerre du Pacifique, effectuant sa dernière mission de combat impliquant trente Beaufort quelques heures seulement avant l'annonce de la victoire, le 15 août 1945. Les « remarquables vols de Hancock lors des opérations du Northern Command » lui valent la Distinguished Flying Cross ; cette distinction est publiée dans la London Gazette le 22 février 1946,.

### Carrière d'après-guerre

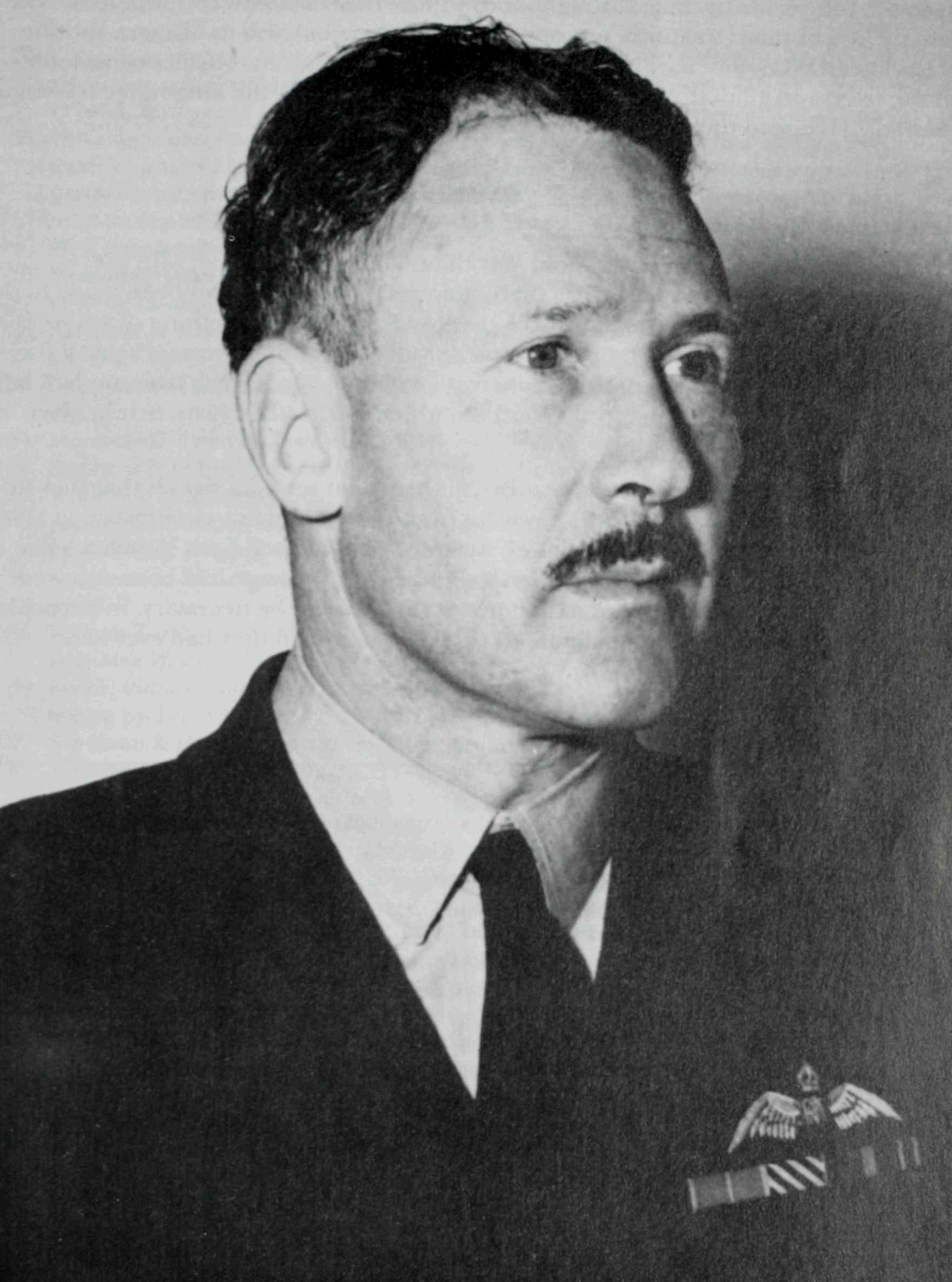
Lair commodore Hancock en tant que commandant inaugural du RAAF College à Point Cook dans l'État de Victoria vers 1948.

Faisant partie d'une petite cohorte de commandants de la RAAF en temps de guerre considérés comme aptes à occuper des postes supérieurs, Valston Hancock conserve son grade de group captain après la fin des hostilités,. En tant que directeur des services du personnel en 1946, il  participe à la restructuration de l'armée de l'air en une force de temps de paix beaucoup moins importante,. Il se souvient de cette époque comme d'une « période crépusculaire » où « personne ne voulait nous connaître » et où de nombreuses bonnes personnes ont été congédiées en raison des politiques de rétention parcimonieuses du gouvernement,. Le 1er janvier 1947, son grade de group captain à titre temporaire devient définitif. Le 1er mars, il est promu air commodore à titre temporaire et nommé commandant inaugural du tout nouveau RAAF College à Point Cook, l'équivalent pour l'armée de l'air de Duntroon et du Royal Australian Naval College. Il rédige également la charte de l'institution,. Parti fin 1949, il passe l'année suivante en Grande-Bretagne, où il suit les cours de l'Imperial Defence College. Il est promu air commodore le 1er février 1950. À son retour en Australie en 1951, il est promu air vice-marshal  par intérim et nommé deputy Chief of Air Force (en)  le 21 juin,. Il est décoré de l'ordre de l'Empire britannique (CBE) dans le New Years Honours de 1953. Le 16 octobre de la même année, Hancock succède au air vice-marshal Frank Bladin en tant que air member for personnel (AMP), et est promu air vice-marshal titulaire le 1er janvier 1954. En tant qu'AMP, il occupe un siège au sein de l'Air Force Board, l'organe de contrôle administratif qui est composé des officiers les plus haut gradés et qui est présidé par le Chief of the Air Staff ,. Après avoir terminé son mandat le 3 janvier 1955, Hancock est affecté en Grande-Bretagne comme chef de l'état-major des services interarmées australiens à Londres,. Il passe une grande partie de la seconde moitié de 1955 et du début de 1956 affaibli par une maladie de l'estomac qui est d'abord diagnostiquée comme une amœbose, mais qui est ensuite considérée comme une fièvre de Malte ou une malaria.
En mars 1957, Hancock est l'un des trois candidats, avec les air vice-marshals Frederick Scherger et Allan Walters, présentés comme les successeurs possibles de l'air marshal John McCauley en tant que chief of the air staff (CAS), le poste le plus élevé de la RAAF. Scherger est sélectionné, et Hancock est affecté en juin en Malaisie en tant qu'air officer commanding (AOC) du No. 224 Group RAF (en) , responsable de toutes les forces aériennes du Commonwealth dans la région, touchée à ce moment par une insurrection communiste,. Selon l'histoire officielle d'après-guerre de la RAAF, bien qu'il soit très pointilleux sur le plan de l'apparence et qu'il ne boive jamais d'alcool, Hancock est connu pour son enthousiasme lors des réunions du personnel et comme « un participant infatigable aux fonctions et aux jeux du mess ». Il met également un point d'honneur à se rendre auprès des unités sur le terrain, profitant de chaque occasion pour voler lui-même autour de son commandement. Pour son « service remarquable en Malaisie », Hancock est nommé compagnon de l'Ordre du Bain (CB) le 9 décembre 1958.
Il retourne en Australie en juillet 1959 pour servir comme AOC Operational Command (maintenant Air Command (en) ),. Lorsque le mandat de Scherger en tant que CAS arrive à son terme, Hancock et Walters sont à nouveau proposés au ministre de la Défense comme remplaçants potentiels. Ses « aptitudes professionnelles, son expérience opérationnelle et ses qualités personnelles » étant jugées plus appropriées pour le rôle, Hancock est promu air marshal et prend les fonctions de CAS le 29 mai 1961,. En juin, il rencontre Reg Pollard et Henry Burrell lors d'une conférence du Chiefs of Staff Committee pour discuter de la nécessité pour l'Australie d'acquérir des armes nucléaires ; les chefs conviennent que la probabilité qu'une telle capacité soit nécessaire est faible, mais qu'elle doit rester une option dans certaines circonstances, une position que les forces de défense maintiennent au cours de la décennie suivante. Il est nommé chevalier commandeur de l'ordre de l'Empire britannique (KBE) à l'occasion de l'anniversaire du couronnement de la Reine en 1962, la nomination est publiée dans le London Gazette le 2 juin.

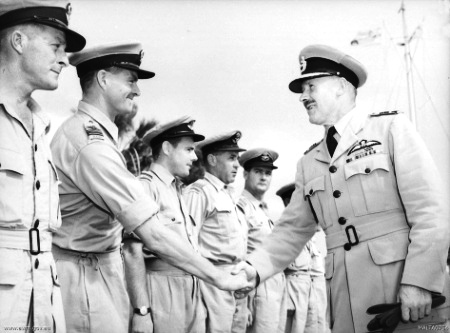
En août 1953, Valston Hancock (à droite) salue le personnel de la 78 Wing RAAF à Malte, où l'unité est en garnison.

En tant que CAS, Hancock s'emploie à renforcer la capacité de dissuasion de la RAAF dans la région du Pacifique, en particulier dans le contexte des tensions accrues avec l'Indonésie durant sa période de Konfrontasi avec la Malaisie. En juin 1963, Hancock entreprend une mission en Grande-Bretagne, en France et aux États-Unis pour étudier la possibilité de trouver un remplaçant au bombardier anglais English Electric Canberra en tant que principale plate-forme de frappe aérienne de l'Australie. Après avoir évalué le « TFX » américain, le North American A-5 Vigilante et le McDonnell Douglas F-4 Phantom II, le BAC TSR-2 britannique, et le Dassault Mirage IV français, Hancock décide que le TFX à géométrie variable, précurseur du F-111 de General Dynamics, serait l'avion le mieux adapté à ce rôle. Cependant, comme le TFX n'a pas encore volé, il recommande l'achat du Vigilante déjà opérationnel pour contrer la menace indonésienne perçue comme imminente. En l'occurrence, le gouvernement fédéral ne procède pas à un remplacement immédiat du Canberra, et le choix initial du TFX par Hancock est retenu comme solution à long terme, ce qui mène à l'entente conclue en octobre avec l'Australie pour l'achat du F-111C (en). Le même mois, alors que la Konfrontasi continue de couver, Hancock approuve la simplification des règles d'engagement pour les chasseurs australiens CAC Sabre basés à la RAAF Butterworth afin d'engager et de détruire les avions indonésiens violant l'espace aérien malaisien. Le mois suivant, il demande instamment d'utiliser les Canberras de la RAAF depuis Butterworth pour effectuer des frappes préventives contre les bases aériennes indonésiennes, en représailles aux incursions en Malaisie occidentale, mais la Grande-Bretagne, qui avait initialement demandé l'implication de l'Australie, s'abstient d'agir.
Une fois les F-111 commandés, Hancock cherche un terrain d'aviation avancé convenable à partir duquel il pourrait opérer. Dans ce contexte, il poursuit une politique entamée par son prédécesseur, l'air marshal Scherger, qui consistait à développer une chaîne de bare bases (en)  en Australie du nord. Hancock recommande de réaménager la base aérienne de Learmonth dans le nord de l'Australie-Occidentale, en raison de sa proximité avec l'Indonésie. En partant de cet aérodrome, les F-111 pourraient détruire des « centres vitaux de Java ». Tout aussi important pour la dissuasion, selon Hancock, le renforcement des capacités de la base enverrait un message clair à la hiérarchie indonésienne. Bien que le projet ait été retardé, en partie à cause du dégel des relations entre l'Australie et l'Indonésie, la modernisation de Learmonth est achevée en 1973, l'année même où le F-111 est finalement mis en service par la RAAF,. La dernière partie du mandat de Hancock en tant que CAS coïncide avec le début de l'engagement australien à grande échelle dans la guerre du Viêt Nam. Au milieu de 1964, le Commonwealth a déjà envoyé dans la région une petite équipe de conseillers militaires, ainsi qu'un détachement d'avions cargos DHC-4 Caribou nouvellement acquis, à la demande du gouvernement de la république du Viêt Nam,. Sous Hancock, le Caribou n'est commandé qu'à contrecœur par l'armée de l'air, à la suite d'une pression intense de l'armée et du gouvernement fédéral en faveur d'un avion de transport STOL. Préoccupé par l'épuisement potentiel des ressources de la RAAF, Hancock tente de résister aux appels à l'engagement au Vietnam. Ses réticences contrastent avec les attitudes belliqueuses de son adjoint, l'air vice-marshal Colin Hannah, et l'air chief marshal Scherger, désormais commandant en chef des Forces armées et plus haut gradé australien,. En avril 1965, dans le cadre des opérations américaines en Indochine, des avions d'attaque de l'United States Air Force s'installent sur la base aérienne Ubon Air Force Base (en), en Thaïlande, qui abrite depuis 1962 les Sabres du No. 79 Squadron RAAF et est dirigée par la RAAF dans le cadre du pacte de Manille. Valston Hancock propose que l'Australie continue de commander la base et d'assurer la défense aérienne locale, bien que cela fasse effectivement des Sabres une unité de soutien dans l'effort de guerre et donc des cibles potentielles d'attaques nord-vietnamiennes ; cependant, aucune ne s'est produite.

### Fin de vie et mort
Valston Hancock prend sa retraite de la force aérienne royale australienne en mai 1965 après avoir terminé son mandat de CAS, que le gouvernement avait prolongé de douze mois au-delà de la période initiale de trois ans,. Après avoir succédé à deux autres diplômés du Royal Military College (McCauley et Scherger), il est remplacé par un autre ancien cadet de Duntroon, Alister Murdoch,. Le nom de Hancock est proposé pour succéder à Scherger lorsque le mandat de ce dernier en tant que président du comité des chefs d'état-major s'achève en mai 1966, mais le Premier ministre Sir Robert Menzies préfère le général Sir John Wilton pour ce poste. Plus tard la même année, Valston Hancock est nommé commissaire général pour l'Australie à l'Exposition universelle de 1967 à Montréal au Canada, à la suite du décès soudain du titulaire du poste, le vice-amiral Sir Hastings Harrington. En 1975, motivé en partie par la chute de Saïgon en avril de la même année, Valston Hancock cofonde l'Australian Defence Association, un groupe de réflexion indépendant sur les questions de défense, et il préside sa section d'Australie-Occidentale,. Il est également actif au sein de la Royal Commonwealth Society (en), et en 1990 publie une autobiographie intitulée Challenge,. À la retraite, Valston Hancock continue de voler, se joignant à son cousin Lang, également pilote, pour promouvoir le district minier de Pilbara. Valston Hancock meurt le 29 septembre 1998 à Perth, et sa femme et ses trois enfants lui survivent,. Il est inhumé au Karrakatta, à Perth. La promenade Sir Valston Hancock à Evans Head est nommée en son honneur.

## Publication
- (en) Valston Hancock, Challenge, Northbridge, Western Australia, Access Press, 1990, 247 p. (ISBN 978-0949795397)

## Distinctions
- Ordre de l'Empire britannique à titre civil (1942)
- Distinguished Flying Cross (1946)
- Ordre du Bain (1958)